# Khudždžuttará
Khudždžuttará byla laická (upásiká) žačka (sávaka) Buddhy, která nad ostatními laiky vynikla ve znalosti Buddhovy nauky.

## Rozhodnutí v minulém životě
Před 100 tisíci eóny v době působení Buddhy Padumuttary budoucí Khudždžuttará navštívila klášter u města Hamsávatí, aby si tu jako vždy poslechla Buddhovu rozpravu. Ten den Buddha přede všemi označil jednu ze svých laických žaček za nejpřednější v učenosti (tj. znalosti nauky). Budoucí Khudždžuttará zatoužila realizovat v budoucnosti stejné schopnosti a poté, co obdarovala Buddhu a mnichy, vyjádřila své přání. Buddha Padumuttara jí potvrdil, že v daleké budoucnosti bude její přání naplněno.

## Khudždžuttará jako otrokyně
Po 100 tisíci eónech byla v době kdy se narodil i budoucí Buddha Gótama, počata v lůně vychovatelky a otrokyně v rodině hospodáře Ghósaky ve městě Kósambí. Narodila se tedy jako otrokyně, navíc ošklivá a hrbatá. Byla však nadána výjimečnou inteligencí, která jí později umožnila zapamatovat si doslova Buddhovy rozpravy a předávat je ostatním. Její jméno se skládalo ze dvou slov – Khudždža a Uttará. Khudždža znamenalo hrbatá a Uttará bylo její osobní jméno, doslova byla tedy nazývána jako „Hrbatá Uttará“.
Když se později překrásná Ghósakova adoptivní dcera Sámávatí provdala za krále Udanu, stala se Khudždžuttará jednou z otrokyň nové královny. Byl jí svěřen úkol, aby každé ráno pro královnu kupovala květiny u květináře Sumany v hodnotě osmi mincí. Khudždžuttará však vždy koupila květiny za čtyři mince a zbytek peněz si nechávala pro sebe.

## Skutky v minulých životech
Podle komentářů k pálijskému kánonu byly její vrozené dispozice zapříčiněny třemi skutky z minulých životů. Jelikož v jednom ze svých minulých životů v době Buddhy Kassapy přinutila buddhistickou mnišku, aby pro ni vykonávala příležitostné práce , znovuzrozovala se vlivem tohoto negativního činu následujících 500 životů jako otrokyně. Před příchodem současného Buddhy byla v jednom předchozím životě dámou na dvoře krále ve Váránasí. Tehdy uviděla paččékabuddhu, který byl hrbatý. Poté z legrace před ostatními dvorními dámami napodobovala jeho chůzi hrbáče. Vlivem tohoto skutku se ve své současné existenci narodila hrbatá. V tehdejším životě jako dvorní dáma však vykonala i prospěšný čin. Když uviděla osm paččékabuddhů, jak nesou ve svých žebracích miskách jídlo, které bylo příliš horké, nabídla jim svých osm kovových náramků jako podnosy, aby si nepopálili ruce. Vlivem tohoto činu se pak narodila nadána nadprůměrnou inteligencí.

## Realizace probuzení
Později se Ghósaka stal následovníkem Buddhy a spolu s dvěma dalšími význačnými laickými přívrženci pozval Buddhu i s mnichy do Kósambí. Buddha souhlasil a se svými mnichy v Kósambí strávil měsíc. Když v tu dobu šla Khudždžuttará nakoupit pravidelnou zásobu květin pro královnin dvůr, květinář Sumana se jí omluvil, že ji dnes nemůže obsloužit, jelikož je zaneprázdněn přípravou jídla pro Buddhu, kterého i s mnichy pozval na oběd. Vyzval ji, aby využila této příležitosti a pomohla mu, jelikož takový prospěšný čin jí může přinést osvobození. Khudždžuttará souhlasila a po příchodu Buddhy si se zanícením vyslechla jeho rozpravu. Na jejím konci realizovala první stupeň probuzení – vstup do proudu (sótápatti). Tento duchovní vhled je natolik hluboký, že ten, kdo jej realizuje, již není schopen dopouštět se nejhrubších morálních přestupků jako je zabíjení, brání si toho, co nebylo darováno, lhaní, sexuálně nevhodného chování a požívání opojných látek. Khudždžuttará tedy již nebyla schopná podvádět svou paní a po vyslechnutí Buddhovy rozpravy koupila květiny v hodnotě osmi mincí.
Když královna uviděla, že Khudždžuttará přinesla dvojnásobné množství květin než obvykle, podivila se a zeptala se Khudždžuttary, zda král nezvýšil denní dávku mincí určenou pro nákup květin. Khudždžuttará, nyní neschopná lhát, po pravdě odpověděla, že to je proto, že již nedokáže krást v důsledku své realizace nibbány (tj. absolutní pravdy) po vyslechnutí Buddhovy rozpravy. Sámavátí a její dvorní dámy (je uváděno, že jich bylo 500) byly natolik zasaženy vnitřní proměnou Khudždžuttary, že jí ihned požádaly, aby se s nimi podělila o pochopení nibbány. Khudžduttará jim vysvětlila, že o pochopení pravdy se nelze dělit, je však možné, aby jim zopakovala Buddhovu rozpravu. Sámavatí a její dvorní dámy souhlasily. Jelikož Khudždžuttará kromě probuzení získala i tzv. čtyři analytické schopnosti, byla schopna rozpravu přednést takovým způsobem, že na jejím konci královny i její dvorní dámy realizovaly také první stupeň probuzení.

## Khudždžuttará jako nejpřednější laická žáčka
Královna po tomto duchovním zážitku zbavila Khudždžuttaru povinností otrokyně a spolu s dvorními dámami ji požádala, aby přijala roli jejich matky a učitelky, navštěvovala pravidelně Buddhu a přednášela jim rozpravy, které od Buddhy vyslechla. V důsledku pěstování parámit v minulých životech byla Khudždžuttará schopná si přesně zapamatovat Buddhovy rozpravy a předat je ostatním stejným způsobem jako Buddha a to dokonce včetně modulace hlasu, akcentu a tónu. Tak mohla zprostředkovat královně Sámávatí a dvorním dámám Buddhovo učení v nezměněné podobě. Khudždžuttará také královně poradila, jak by mohla na vlastní oči vidět Buddhu. Jelikož manžel Sámávatí král Udéna nebyl buddhista, bylo pro ni obtížné získat od něj svolení k návštěvě Buddhy. Khudždžuttará jí a dvorním dámám poradila, aby do palácové zdi, která sousedila s ulicí, vyvrtaly díry. Když pak Buddha procházel okolo při své pravidelné obchůzce za jídlem (pindapáta), mohly jej uvidět na vlastní oči.
Později byla z rozprav, které si Khudždžuttará zapamatovala a přednesla, sestavena sbírka Itivuttaka, která obsahuje 112 krátkých rozprav a je součástí Khuddaka-nikáje pálijského kánonu. Ať již to pravda je či ne, Itivuttaka je jedinou sbírkou pálijského kánonu, kde je každá sutta uvozena a ukončena větou: „To bylo řečeno (vuttam) Panem ... tak (iti) jsem slyšela“ — proto Itivuttaka, „Tak-bylo-řečeno“ nebo „Řečené“. Jelikož Khudžuttará byla laičkou, která znala zpaměti nejvíce rozprav, prohlásil ji Buddha ze nejpřednější mezi laickými následovnicemi v učenosti.
Byla také velice schopným učitelem, jelikož Sámavátí a její dvorní dámy, které vyučovala, realizovaly nejméně první stupeň probuzení. Toto také potvrdil Buddha v Udéna suttě. V ní byl tázán na osud královny Sámávatí a jejich pěti set dvorních dam, které uhořely při požáru královnina paláce. Odpověděl, že vzhledem k tomu, že všechny realizovaly některý z prvních třech stupňů probuzení, jejich smrt nebyla bez ušlechtilých plodů. Navíc královna Sámaváti byla prohlášena jako nejpřednější laička ve schopnosti vyzařovat milující laskavost (mettá).
Dokonce přímo v rozpravě č. 17.24 ze Samjutta-nikáje pálijského kánonu nazvané „Jediná dcera“ Buddha označuje Khudždžuttaru jako vzor hodný následování. Buddha zde doporučujeme svým laickým následovnicím, aby vybízely své jediné, drahé a milované dcery takto:
„Drahá, měla bys být jako Khudždžuttará, laická následovnice, a Vélukandakijá, Nandova matka – jelikož vzorem a měřítkem pro mé ženské žačky, kterou jsou laickými následovnicemi, je Khudždžuttará, laická následovnice, a Vélukandakijá, Nandova matka.“
I když Sámávatí a její dvorní dámy uhořely, Khudždžuttará přežila, jelikož s nimi nesdílela jejich špatnou kammu vykonanou v minulosti. Zdá se, že poté zbytek života strávila náboženskou činností, posloucháním a výkladem Buddhových rozprav.